# De Volder
De Volder was de familienaam van een Vlaams geslacht van kerkorgelbouwers in de tweede helft van de achttiende en de eerste helft van de negentiende eeuw.  De belangrijkste zijn Pierre-Jean (Antwerpen, 27 juli 1767 – Brussel, 27 juni 1841) en diens zoon Henri (Antwerpen, 7 september 1794 – Brussel, 18 maart 1865).

## Orgelbouw
Pierre-Jean leerde het orgelmakersvak in zijn geboortestad Antwerpen bij een geëmigreerd Nederlandse orgelmaker, mogelijks Jacobus Schot.  In 1797 vestigde hij zich in Gent waar hij werkzaam was als componist, violist en orkestdirigent.  Kort daarop besloot hij om zich geheel aan de orgelbouw te wijden en vestigde zich in 1832 in Brussel.  
Vanaf ongeveer 1817 werkte zijn zoon Henri mee in het atelier in de Isabellastraat in Brussel.  Hij nam het bedrijf over en verhuisde zijn atelier in 1850 naar de Terarkenstraat.  Hij bouwde en herstelde talrijke orgels samen met zijn zonen Charles en Léon.
Henri De Volder bleef verder werken in een behoudsgezinde stijl.  De orgelbouwstijl van de De Volders sluit aan bij een classicistisch-romantische stijl, in tegenstelling tot de meer vernieuwende stijl van de orkestrale romantiek.

## Werklijst orgels

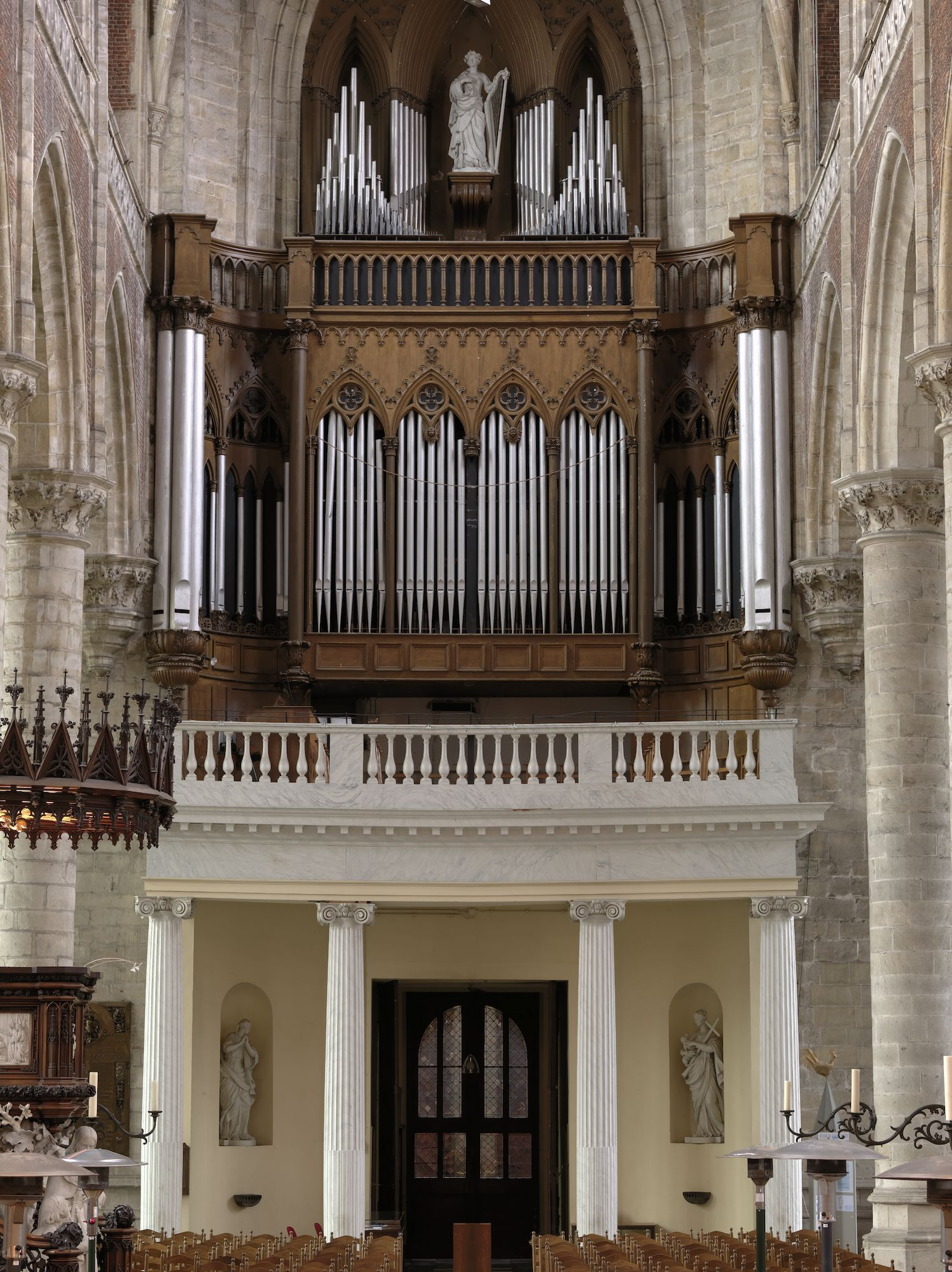
Orgel in Sint-Michielskerk (Gent)

De familie De Volder bouwde of verbouwde minstens een 260-tal orgels.  Hieronder een selectie.

### Werklijst Pierre-Jean De Volder
- 1810 Drongen, 2 klav., 15 spelen
- 1810 Sint-Michielskerk (Gent)
- 1818 Sint-Maartenskerk (Kortrijk), vernieuwingen
- 1820 eerste exposition d’industrie in Gent: De Volder ontvangt de medaille d’or
- 1820 St-Ressain, orgel met positief, 20 spelen
- 1820 Sint-Salvatorkerk (Gent)
- 1820 Gent Sint-Janskerk vernieuwingen, 2 klav., 22 reg., pédale suspendue
- 1820 Brussel kerk begijnhof, orgel vernieuwd, 2 klav., 20 spelen , ped. pendante
- 1820 Protestantse kerk in Antwerpen: orgel met 11 registers (nu verdwenen)
- 1822 Onze-Lieve-Vrouwekathedraal (Antwerpen) orgel gerestaureerd, derde klavier door J. De Volder toegevoegd
- 1824 Kortrijk Aalbeke, Sint-Cornelius, nieuw orgel.  In 1993 door brand beschadigd.  In 1995 omgebouwd door Bruggeman, kleine hoeveelheid pijpwerk van De Volder aanwezig (bron VIOE)
- 1826 Montrœul-sur-Haine
- 1828 Ath St-Julien, grand orgue met positif 25 spelen zonder ped.
- 1829 Halle Sint-Martinuskerk vernieuwd orgel 2 klav. 25 spelen
- 1829 Brussel Kathedraal van Sint-Michiel en Sint-Goedele orgel vernieuwd
- 1829 Sint-Jacobskerk (Antwerpen): het orgel van Forceville vernieuwd, dat in 1849 “gerestaureerd” werd door Th. Smet uit Duffel
- 1830 Lembeek orgel gebouwd 2 klav. 22 spelen
- 1833 Brussel Sint-Jans en Sint-Stevenskerk der Miniemen vernieuwd. Bevat positief en 24 spelen
- 1835 Brussel Sint-Niklaaskerk orgel geplaatst met 2 klav. en 20 spelen
- 1836 Brussel een orgel gebouwd voor het conservatorium met positif à crescendo van 16 spelen
- 1839 Namur, Collège Notre-Dame de la Paix orgel met positief a crescendo, 22 spelen, pédale séparée
- 1840 Quarouble (Frankrijk) orgel geplaatst 11 spelen
- 1841 Blicquy orgel geplaatst van 13 spelen
- Ca. 1850 Cultureel Centrum van Brussel

### Werklijst Henri De Volder
- 1817 Baaigem St-Bavo
- 1842 Notre-Dame d’el Vaulx (Thuin, Henegouwen)
- 1842 Brussel, église Ste-Madeleine, orgel 12 spelen
- 1842 pensionnat de Berlaymont, orgel met positif
- 1844 Charleroi orgel met 2 klavieren, 25 spelen, pédale séparée
- Jemmapes
- Blogie (Mons)
- Thuillies (Thuin)
- Nalinnes
- Saint-Louis (Amerika): orgel met positief, 21 registers
- Aublain
- 1848 Beert
- 1848 Dworp
- 1849 Zammel (Geel), Sint-Laurentiuskerk: dit orgel bevat nog een authentiek 'viola di gamba'-register van De Volder, wat een grote zeldzaamheid is
- 1850 Relegem
- 1851 Kobbegem
- 1852 Brussel, Sint-Jacob-op-Koudenberg: orgel vernieuwd, met positief en 19 spelen
- Asse (Vlaams-Brabant), orgel vernieuwd met positief 25 spelen
- Elsene
- Namêche
- Éghezée
- Bruyère, commune de Batice
- Carlsbourg (au pensionnat)
- Racour (Landen)
- Schaarbeek, Sint-Mariakerk: orgel met positief en pedaal séparée, 26 spelen
- Sovet (Ciney)
- Massenhoven
- Saint-Ghislain (provincie Henegouwen)
- Braives (provincie Luik)
- Gent Institut des frères, orgel met crescendo, 2 klavieren, 20 spelen, aangehangen pedaal
- Ehenin
- Villers-le-Peuplier (provincie Luik)
- 1856 Elingen Sint-Amanduskerk (Pepingen)
- 1862 Bouffioulx (Henegouwen), Eglise Saint-Géry

## Componist Pierre Jean De Volder
Naast zijn werk in de orgelbouw was Pierre-Jean De Volder ook organist en componist. Zo was hij eerste violist in de kapel van de Sint-Jacobskerk en orkest van de stadsschouwburg, alwaar hij ook de functie van dirigent bekleedde. Van zijn hand zijn muziekstukken in allerlei genres bekend; hij schreef symfonieën, concerten voor viool, een concert voor hoorn, fantasieën, missen en motetten. Hij schreef ook de opera La jeunesse d'Henri IV.
Familie Anneessens · Charles Anneessens · Jules Anneessens · Pieter-Hubertus Anneessens · Frans Boon · Arnold Clerinx · George Cloetens · Gebroeders Decap Antwerpen · Frans Decap · Delhaye · Familie Delmotte · De Volder · Philippe Forrest · Hooghuys · Kerckhoff · Loncke · Loret (familie) · Leo Lovaert · Mortier · Joris Potvlieghe · Pierre Schyven · Theodoor Smet · Gebroeders Van Bever · Pieter-Adam Van Dinter · Charles Louis Vanhoutte · Van Peteghem · Familie Verbeeck · Vereecken · Wim Winters